# Lhok Bubon
Lhok Bubon is een bestuurslaag in het regentschap Aceh Barat van de provincie Atjeh, Indonesië. Lhok Bubon telt 168 inwoners (volkstelling 2010).